# Carl Erich Sames
Carl Erich (von) Sames (9. juli 1754 i Frankrig – 27. oktober 1828 i København) var en dansk officer og diplomat.
Han var en søn af generalløjtnant Carl Wilhelm Sames og var født i Frankrig. Han kom til Danmark med faderen og blev 1769 sekondløjtnant ved dennes regiment, hvor han 1781 avancerede til premierløjtnant. Snart efter trådte han ind i diplomatiet og var i en årrække legationssekretær, først i Madrid, senere i London og Paris. Han fik oberstløjtnants karakter 1799 og blev året efter medlem af teaterdirektionen. Hans virksomhed i denne stilling har ikke efterladt sig spor i teatrets historie. Han havde megen interesse for skuepladsen, var belæst, var ikke uden smag og havde den bedste vilje til at fremme kunstens tarv, men han gav sig ikke af med den daglige tjeneste, og personalet havde kun ringe tanker om hans duelighed. 1809 gik han af med sin fulde gage i pension, efter at han i de 2 sidste år havde opholdt sig i udlandet. Ved sin afgang blev Sames udnævnt til kammerherre og generalmajor à la suite. I sin teatertid havde han stadig været knyttet til Hæren: 1801 var han bleven bataljonskommandør, 1803 oberst og 1806 regimentschef i landeværnet. Som general kom Sames til at optræde i Englandskrigene, men hans rolle var såre beskeden. Med et par hundrede mand dækkede han 1810 Vendsyssels udstrakte kyster, og med en lignende styrke udførte han 1812-13 et lignende hverv i det østlige Holsten. Da Frederik af Hessen i december 1813 gik tilbage fra sydgrænsen, stødte Sames med sit lille korps til ham i Kiel og deltog 10. december i den hæderlige kamp ved Sehested.
Sames har skrevet en del små pjecer og tidsskriftsartikler uden synderlig værd. Snurrig nok har han, der i 1810 til generaladjudant F.C. Bülow indsendte sine Tilfældige Tanker om det ved den danske Armé indførte mangfoldige Skriveri m. m., fundet det umagen værd at skrive en hel lille pjece om Den meget ønskede og nødvendige Forening af den ved Landeværnet reglementerede grønne Fjerbusk med den ved Armeen brugelige hvide (1805). Sames døde ugift 27. oktober l828. Han er begravet ved Reformert Kirke.